# Blood Sweat & Towers
Blood Sweat & Towers è l'album di esordio dei Towers of London, band londinese che mischia glam metal e Punk rock, edito dalla TVT Records.
È uscito il 5 giugno 2006, preceduto dall'uscita dei singoli On A Noose,Fuck It Up,How Rude She Was e seguito da quella di Air Guitar.
La copertina raffigura una foto spiegazzata, in bianco e nero, del gruppo. È stato prodotto da Stacy Jones and Bill Lefler.

## Tracce
1. I'm A Rat – 3:47
2. Air Guitar – 2:39
3. Kill The Pop Scene – 3:24
4. Beaujolais – 3:54
5. Fuck It Up (Acoustic Version) – 3:58
6. King – 5:05
7. Good Times – 4:02
8. On A Noose – 2:57
9. Start Believing – 4:12
10. Northern Lights – 3:27
11. Fuck It Up – 2:38
12. How Rude She Was – 4:23
13. Seen It All – 2:56

## Singoli
- On A Noose
- Fuck It Up
- How Rude She Was
- Air Guitar

## Bonus Tracks nella Edizione Giapponese
- "T.V."
- "City Of Hell"

## Formazione
- Donny Tourette - voce
- Dirk Tourette - chitarra ritmica
- The Rev - chitarra solista
- Tommy Brunette - basso
- Snell - batteria